# Les Fonts
|  | Aquest article tracta sobre un nucli urbà als municipis de Sant Quirze del Vallès i Terrassa (Vallès Occidental). Vegeu-ne altres significats a «Les Fonts (desambiguació)». |

Les Fonts és un nucli de població del Vallès Occidental situat al sud de Terrassa, a la confluència de la riera de les Arenes i la riera del Palau, que formen la riera de Rubí. El travessa la carretera comarcal de Terrassa a Rubí BP-1503. Hi tenen parada els Ferrocarrils de la Generalitat de Catalunya, en aquest tram anomenats Metro de Terrassa. Tots aquests accidents naturals i vies de comunicació en fan un nucli de població molt fragmentat i d'interconnexió complicada.
La seva superfície urbanitzada, a més a més, pertany als municipis de Terrassa (2,04 km²) i Sant Quirze del Vallès. Segons el padró del 2020 tenia 5.186 habitants, distribuïts gairebé meitat per meitat entre els dos municipis (2.934 a Terrassa i 2.252 a Sant Quirze). El codi postal és 08228 per al terme de Terrassa i 08194 per al de Sant Quirze.
Com a edificis destacats, es poden assenyalar la parròquia de la Mare de Déu del Roser, que serveix el barri de les Fonts i també el de Can Parellada. Al davant hi ha una curiosa edificació anomenada el Castell, que toca també a la riera. Compta amb diverses torres d'estiueig remarcables arquitectònicament, com la casa Travesa, i diverses masies, com Can Falguera, Can Fonollet i Can Ribes, aquesta darrera obra de l'arquitecte Lluís Muncunill.

## Història

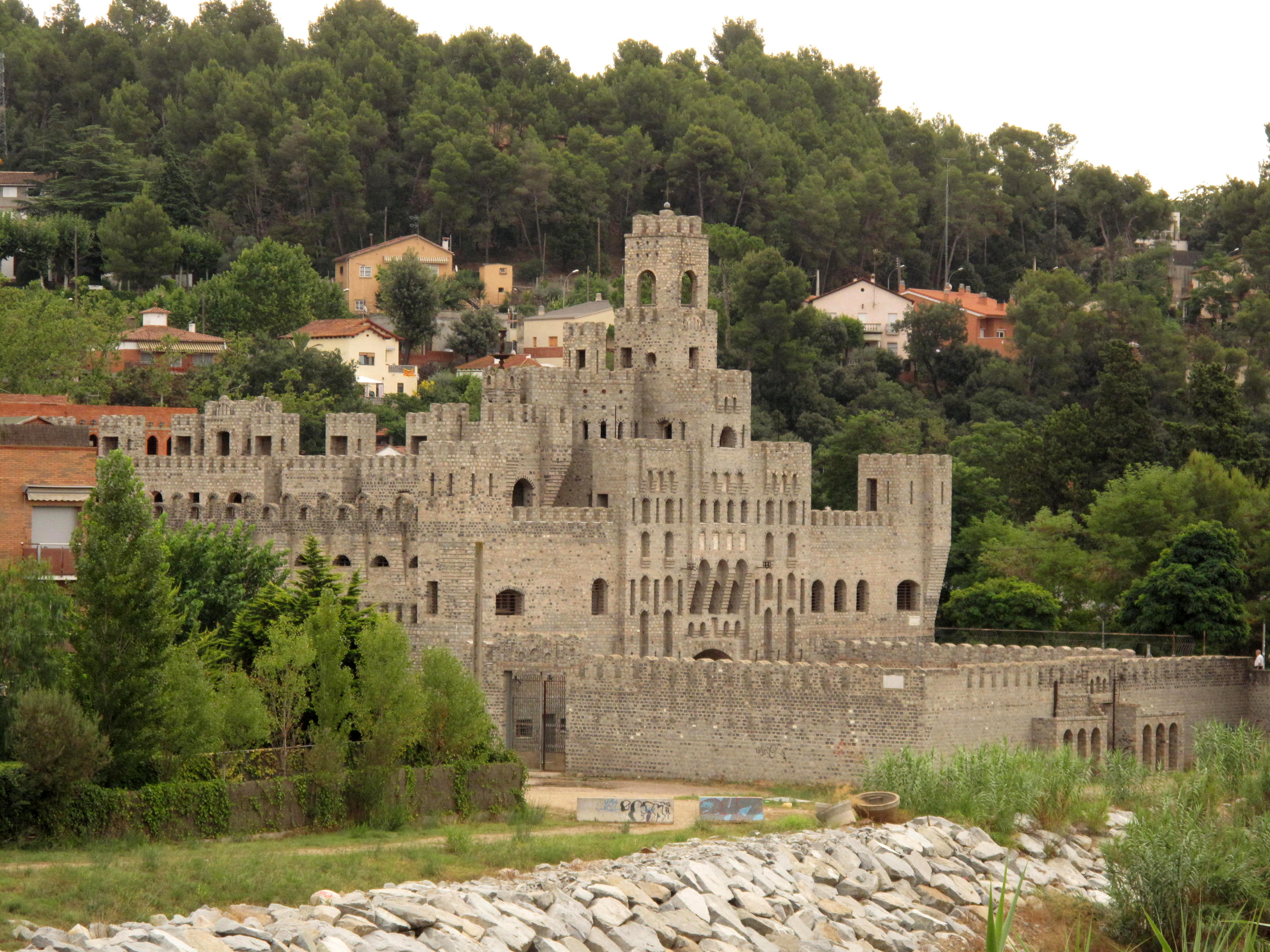
El Castell de les Fonts

El poble, a manera d'urbanització residencial, es va començar a construir al primer quart del segle xx en terrenys que la Societat Ribes i Cia. va comprar al voltant de la masia de Can Falguera i al costat del baixador del ferrocarril, i més endavant en terrenys de les masies de Ca n'Amat de les Farines i Can Fonollet. Ha canviat d'aspecte des d'aquells primers moments, en què molts industrials terrassencs hi van establir la segona residència per la riquesa de les seves aigües (d'aquí el nom), i a partir de la segona meitat del segle xx va anar creixent-hi el barraquisme d'autoconstrucció de la població immigrada que s'hi anava instal·lant; els materials procedien majoritàriament de la bòbila de darrere Ca n'Amat de les Farines. Cap als anys 60 s'hi van començar a establir indústries.
El 5 de desembre de 2019, l'alcalde de Terrassa, Jordi Ballart i l'alcaldessa de Sant Quirze, Elisabeth Oliveras van arribar a un acord per a l'annexió per part de Terrassa de la part de Sant Quirze, de manera que quedi unificat tot el nucli sota el mateix terme municipal, amb la unificació de serveis que això suposa. Si es compleix el calendari previst, l'annexió es portaria a terme l'any 2022.

## Nascuts a les Fonts
- Jordi Soler i Font (1938), fotògraf.